# فلوريان سينيشال
فلوريان سينيشال (بالفرنسية: Florian Sénéchal)‏ ولد بتاريخ 10 يوليو 1993 في كامبريه، هو دراج فرنسي في صنف سباق الدراجات على الطريق.

## سباقات أو مراحل فاز بها
| التاريخ        | السباق                                   | المركز                                            |
| -------------- | ---------------------------------------- | ------------------------------------------------- |
| 10 أبريل 2011  | Paris-Roubaix Juniors 2011               | الفائز في التصنيف العام                           |
| 13 أبريل 2013  | طواف فينيستير 2013                       | السادس في التصنيف العام                           |
| 10 أغسطس 2013  | 2013 Memoriał Henryka Łasaka             | الفائز في التصنيف العام                           |
| 08 سبتمبر 2013 | Okolo Jižních Čech 2013                  | الفائز في التصنيف العام                           |
| 01 مارس 2014   | طواف نيوشبلاد 2014                       | المرتبة 19 في التصنيف العام                       |
| 28 مارس 2014   | إي ثري هاريل بيك 2014                    | المرتبة 14 في التصنيف العام                       |
| 11 مايو 2014   | أربعة أيام من دونكيرك 2014               | الثالث في تصنيف أفضل شاب، السادس في التصنيف العام |
| 01 يونيو 2014  | طواف بلجيكا 2014                         | الثالث في تصنيف أفضل شاب                          |
| 01 يناير 2015  | كأس فرنسا لركوب الدراجات على الطريق 2015 | التاسع في تصنيف أفضل شاب                          |
| 19 أبريل 2015  | ترو-برو ليون 2015                        | الثالث في التصنيف العام                           |
| 31 مايو 2015   | 2015 Boucles de l'Aulne                  | السادس في التصنيف العام                           |
| 19 مارس 2016   | لوار أتلانتيك الكلاسيكي 2016             |                                                   |
| 05 أغسطس 2016  | دوارس دور هيت هاجلاند 2016               |                                                   |
| 05 مارس 2019   | لو سامين 2019                            | الفائز في التصنيف العام                           |
| 29 أغسطس 2020  | دريفينكويرز أوفيريجز 2020                | الفائز في التصنيف العام                           |
| 18 سبتمبر 2021 | جي بي إيبانيس-فان بيتيجم 2021            | الفائز في التصنيف العام                           |
| 26 يونيو 2022  | سباق الطريق للرجال في بطولة فرنسا 2022   | الفائز في التصنيف العام                           |

## روابط خارجية
- فلوريان سينيشال على موقع الاتحاد الدولي للدراجات (الإنجليزية)
- فلوريان سينيشال على موقع أرشيف الدراجات (الإنجليزية)
- فلوريان سينيشال على موقع إحصائيات الدراجات الإحترافية (الإنجليزية)
- فلوريان سينيشال على موقع نسبة الدراجات (الإنجليزية)
- فلوريان سينيشال على موقع CycleBase (الإنجليزية)